# 6658 Акіраабе
6658 Акіраабе (1992 WT2, 1977 KO, 1980 DH5, 1994 EO3, 6658 Akiraabe) — астероїд головного поясу, відкритий 18 листопада 1992 року.
Тіссеранів параметр щодо Юпітера — 3,590.